# Ulrike Hölzl
Ulrike Hölzl (ur. 3 lutego 1975 w Rumie) – austriacka snowboardzistka. Zajęła 17. miejsce w halfpipe’ie na igrzyskach w Nagano. Nie startowała mistrzostwach świata. Najlepsze wyniki w Pucharze Świata osiągnęła w sezonie 1997/1998, kiedy to zajęła 33. miejsce w klasyfikacji generalnej, a w klasyfikacji halfpipe’a była ósma.
W 1998 r. zakończyła karierę.

## Sukcesy

### Igrzyska olimpijskie
| Miejsce | Dzień     | Rok  | Miejscowość | Konkurencja | Zwycięzca    |
| ------- | --------- | ---- | ----------- | ----------- | ------------ |
| 17.     | 12 lutego | 1998 | Nagano      | Halfpipe    | Nicola Thost |

### Puchar Świata

#### Miejsca w klasyfikacji generalnej
- 1996/1997 - 110.
- 1997/1998 - 33.

#### Miejsca na podium
1. Hintertux – 26 listopada 1997 (Halfpipe) - 3. miejsce